# Hierodula lamasonga
Hierodula lamasonga es una especie de mantis de la familia Mantidae.

## Distribución geográfica
Se encuentra en el Archipiélago de Bismarck.